# Princess Juliana internationella flygplats
Princess Juliana internationella flygplats, även känd som Sint Maarten internationella flygplats är ön Saint Martins största flygplats. Den har direkttrafik till Europa flera dagar i veckan och till USA flera gånger per dag. Den relativt korta landningsbanan och dess läge mellan stranden Maho Beach och ett berg ger mycket spektakulära inflygningar över stranden eftersom flygplanen går på mycket låg höjd, bara några meter ovanför stranden.

## Källor

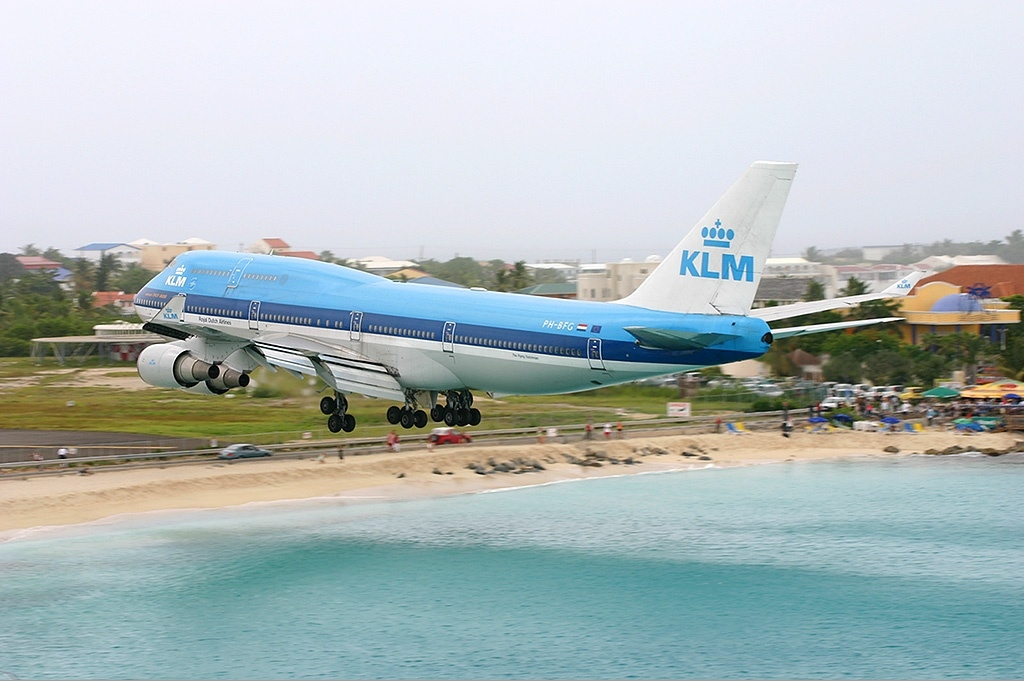
KLM Boeing 747-400 på väg att landa på SXM